# Fleur van der Kieft
Fleur van der Kieft (Rotterdam, 14 september 1974) is een Nederlandse actrice.
Na het atheneum studeerde Van der Kieft in Arnhem de opleiding voor Docent Drama. Zij speelde in verschillende theaterproducties. Ook regisseerde ze een aantal theaterproducties, waaronder Cut-up Uppercut van Alex d'Elictrique en Macbeth van Shakespeare.
Haar televisiedebuut was een rol in de soapserie Onderweg naar morgen waar ze de rol van Iris speelde. Daarna speelde ze Tessa in de serie Westenwind.
Van der Kieft presenteert in 2008 het programma Gelderland Zomerland bij TV Gelderland. Het is niet haar eerste presentatieklus, ze presenteerde ook al Beauty&Zo op Net5 en het programma Snowmagazine. In 2011 ging Van der Kieft enkele dagen per week aan de slag als presentatrice van Astro TV.

## Carrière
- Onderweg naar morgen – Iris (1999)
- Westenwind – Tessa de Graaf (2000–2003)
- Costa! – Verslaggeefster (2001)
- Baantjer - afl. De Cock en moord in 5 gangen – Martha (2001)
- ZOOP – Monique